# Miloš Ondřej
Miloš Ondřej (15. června 1940 Prčice – 10. prosince 2012 České Budějovice) byl český botanik.

## Život
Dětství a mládí prožil v Sedlci, kde navštěvoval místní základní školu a později Jedenáctiletou střední školu v Sedlčanech. V deseti letech zemřel jeho otec a on sám pak pomáhal matce s vedením domácnosti a svému mladšímu bratrovi do značné míry otce nahrazoval. Naučil se díky tomu žít velmi skromně, myslet více na ostatní než na sebe a tato vlastnost mu pak zůstala po celý jeho život.
Poslední léta svého života prožíval z velké části ve svém rodném kraji v Sedlci a 10. prosince 2012 doma v Českých Budějovicích zemřel.

## Vědecká činnost
Ve volném čase hodně četl, velmi rád pracoval na zahradě. Snad proto, snad i pod vlivem svých strýců, vysokoškolských pedagogů, se stal velkým milovníkem přírody. Po maturitě studoval na Přírodovědecké fakultě Karlovy univerzity a už v posledním ročníku studií se zabýval některými úkoly v UEB ČSAV. V letech 1962 – 1974 začal svou vědeckou dráhu v témže ústavu studiem cytogenetiky a mutageneze u drosofil. Poté se jeho zájmem stala cytogeneze rostlin a od roku 1980 se plně věnoval výzkumu transgenoze rostlin. Po odchodu z Prahy do Českých Budějovic na tamní pracoviště Ústavu experimentální botaniky ČSAV začal tuto oblast jako první v tehdejším Československu rozvíjet ve větším měřítku. Položil tak základy pro vznik českobudějovického Ústavu molekulární biologie rostlin AV ČR a odstartoval tak výzkum transgenoze v České i Slovenské republice.

## Publikační činnost
Je autorem dvou knižních monografií Cytogenetika a molekulární genetika rostlin (1985) a Genové inženýrství kulturních rostlin (1992), které současně sloužily jako vysokoškolské učebnice, spoluautorem knihy Transgenoze rostlin (2002), řady kapitol v dalších vysokoškolských učebnicích a více než sta odborných článků zabývajících se nejrůznějšími aspekty transgenoze. Řadu let byl předsedou České komise transgenoze rostlin, poradního orgánu českého ministerstva životního prostředí. Aktivně se podílel na přípravě prvního českého zákona o geneticky modifikovaných organismech. V roce 1987 získal jako vedoucí kolektivu řešícího problematiku přenosu genů pro rostlinné hormony Cenu ČSAV.

## Pedagogická činnost
Vedle řešení vědeckých úkolů se významně věnoval i pedagogické činnosti. Na Přírodovědecké fakultě Jihočeské univerzity v Českých Budějovicích, kde za dobu svého působení vychoval desítky diplomantů a doktorandů, byl pověřen vedením Katedry molekulární biologie rostlin, působil i na Přírodovědecké fakultě Univerzity Karlovy v Praze a na Zemědělské fakultě Jihočeské univerzity.

## Popularizace genetiky
Nezapomínal ani na popularizaci svého oboru a neváhal obhajovat transgenozi v hromadných sdělovacích prostředcích, které oblasti geneticky modifikovaných rostlin věnují v poslední době velkou pozornost. V roce 1997 se stal jedním ze zakládajících členů sdružení BIOTREND, v roce 2001 přejmenovaného na BIOTRIN, jehož cílem bylo přispívat k rozvoji informovanosti o moderních biotechnologiích, zejména v souvislosti s geneticky modifikovanými organismy a za Českou republiku byl koordinátorem mezinárodního projektu TEMPUS.